# Silnice II/127
Silnice II/127 je silnice II. třídy v trase: Načeradec – Vračkovice – Tisek – Pravonín – Malovidy – Zdislavice – Chlum – Trhový Štěpánov (napojení na silnici II/126).
V Načeradci se odpojuje od silnice II/150 a u Zdislavic se kříží se silnicí II/112.

## Vodstvo na trase
U Trhového Štěpánova vede přes Štěpánovský potok.